# Xwejni

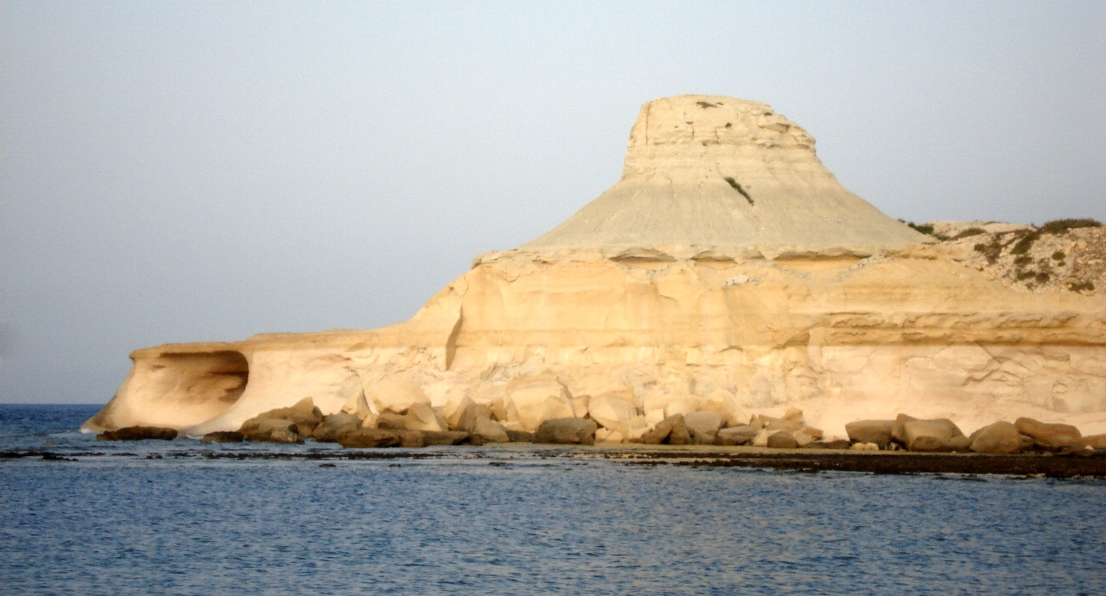
Xwejni

Xwejni est une ville de Malte située sur l'île de Gozo.